# Назарук, Осип Фаддеевич
Осип Фаддеевич Назарук (укр. Осип Тадейович Назарук; 31 августа 1883, Бучач, ныне Тернопольской области — 31 марта 1940, Краков) — украинский общественный и политический деятель, писатель, журналист, редактор, публицист.

## Биография
Осип Назарук родился 31 августа 1883 года в г. Бучач в семье скорняка. Учился в Бучацкой и Золочевской гимназиях. За пропаганду социализма был отчислен из гимназии с запретом составлять матуру (то есть сдавать экзамен на аттестат зрелости) в Галиции.
Изучал право в Львовском университете, в 1908 году окончил юридический факультет Венского университета. В 1904—1905 годах возглавлял работу «Сичи» (украинская студенческая организация в Вене). В 1906—1907 годах — председатель Львовской «Академической Громады».

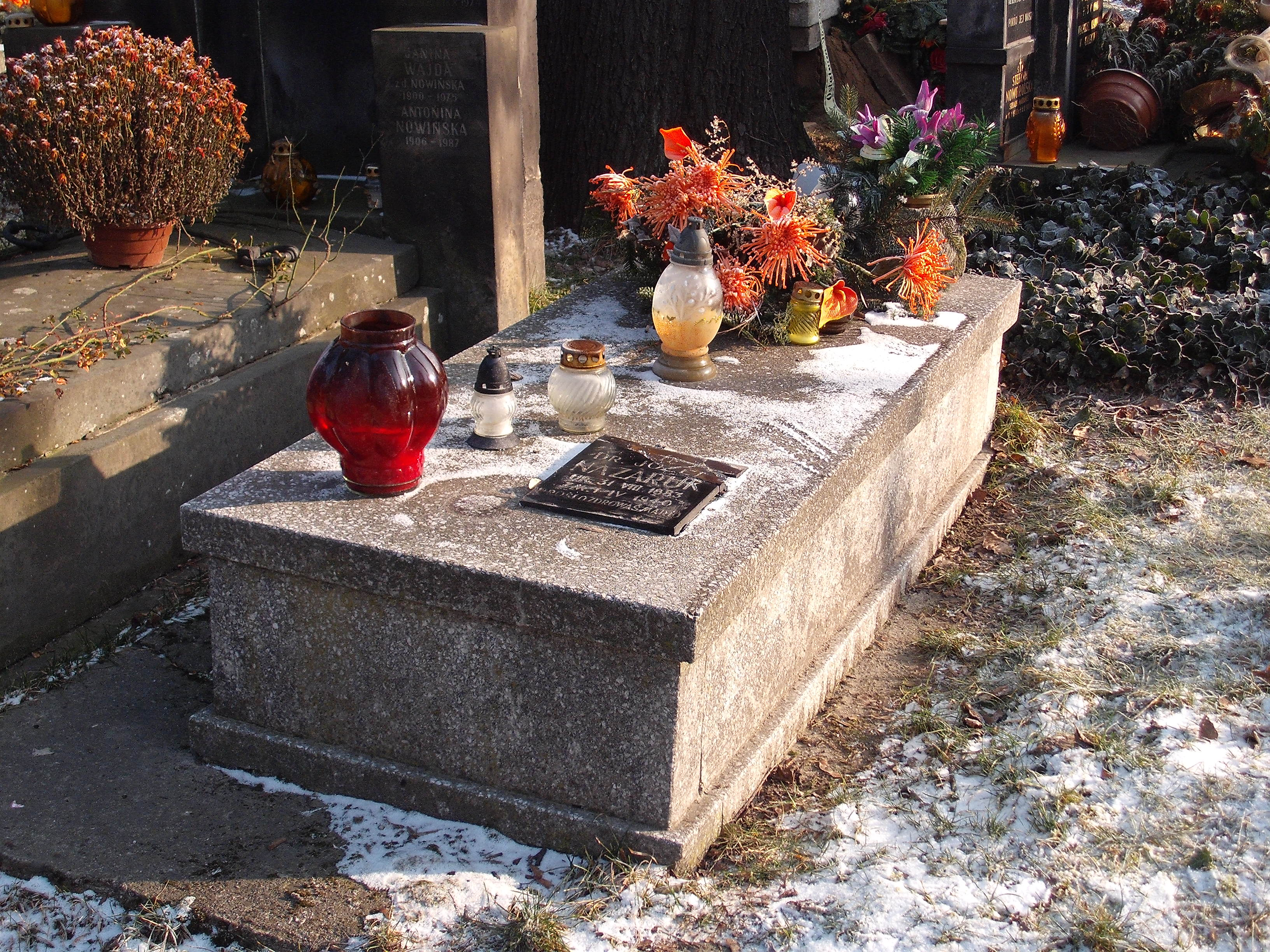
Могила Осипа Назарука в Кракове

Член управы Украинской радикальной партии в 1905—1919 годах.
В 1915—1918 годах — руководитель вспомогательного культурно-пропагандистского подразделения (« Прессовой Квартиры») УСС. С октября 1918 года — член Украинской Национальной Рады ЗУНР. В декабре 1918 — июне 1919 был руководителем Главного управления прессы и пропаганды правительства УНР.
В составе Украинских сечевых стрельцов (УСС) находился в г. Каменец-Подольском (июль — октябрь 1919 года). С июня 1919 года руководил работой прессовой квартиры Украинской Галицкой армии (УГА). В середине июля 1919 года в составе УГА прибыл в Каменец-Подольский, вошёл в правительство Директории, одновременно редактировал газету УГА «Стрелец». В августе 1919 года совершил научную экскурсию в Бакоте. В издательстве «Стрелец» вышла книжка Назарука «К Бакоте. Впечатления из поездки в украинские Помпеи». В Каменце-Подольском начал писать повесть «Роксоляна».
В 1922—1926 годах находился в США, в 1923—1926 годах редактировал двухнедельник «Сич» (Чикаго), в 1926—1927 годах — редактор «Америки» (Филадельфия). Вернувшись во Львов, сблизился с Украинской христианской организацией, с января 1928 года возглавлял редакцию её газеты «Новая Заря». Сотрудничал с журналом «Нація в поході» П. Скоропадского.
После вступления Красной Армии на территорию Польши, опасаясь советских репрессий, уехал из Львова в подконтрольный нацистской Германии Краков, где и умер от инфаркта 31 марта 1940 года. Похоронен на Раковицком кладбище (участок XXXIV, западный ряд, № 25).

## Произведения
- Що то є нарід або нація. — Львів, 1911. (укр.)
- Що то є суспільні кляси, боротьба кляс, буржуазія, пролетаріят і організація. — [S.l.], 1915. (укр.)
- Слідами українських січових стрільців. — Львів: накладом Союзу Визволення України, 1916. (укр.)
- Рік на Великій Україні. — Львів, 1921. (укр.)
- В лісах Алберти і скалистих горах. — Чікаґо, 1924. (укр.)
- Греко-католицька церква і українська ліберальна інтелігенція. — Львів, 1929. (укр.)
- Роксоляна — 1930. (укр.)